# Дубовой (Боковский район)
Дубовой — хутор в Боковском районе Ростовской области.
Входит в состав Боковского сельского поселения.

## География
Рядом с хутором протекает река Кривая, впадающая в Чир.
На хуторе имеется одна улица — Дубовская.

## Население
| 1989 | 2002 | 2010 |
| ---- | ---- | ---- |
| 151  | ↘101 | ↘92  |